# كينتا كاواناكا
كينتا كاواناكا (باليابانية: 川中 健太) (مواليد 5 نوفمبر 1997) هو لاعب كرة قدم ياباني.

## وصلات خارجية
- كينتا كاواناكا على موقع رابطة كرة القدم اليابانية للمحترفين (اليابانية)
- كينتا كاواناكا على موقع قاعدة بيانات كرة القدم.إي يو (الإنجليزية)
- كينتا كاواناكا على موقع Soccerway.com (الإنجليزية)
- كينتا كاواناكا على موقع عالم كرة القدم.نت (الإنجليزية)